# Massachusetts Institute of Technology
Acronimul „MIT” trimite aici. Pentru alte posibile sensuri, vedeți MIT (dezambiguizare).

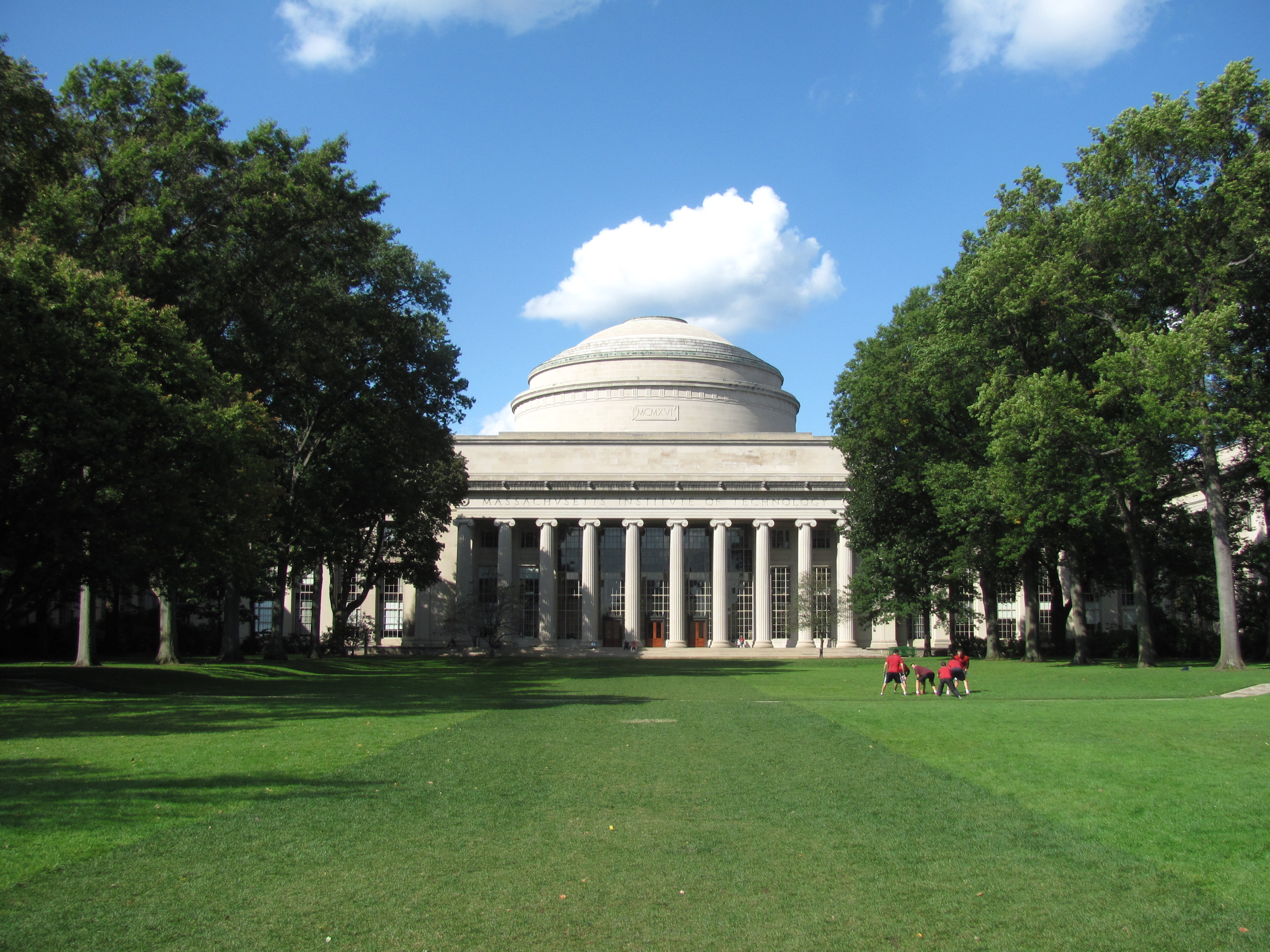

Massachusetts Institute of Technology (abreviat MIT) este o universitate de cercetare, particulară, coeducațională, care se găsește în localitatea Cambridge, Massachusetts, Statele Unite ale Americii. MIT constă din cinci școli tehnice și un colegiu, care conțin 32 de departamente academice, puternic orientate către cercetarea științifică și tehnologică de natură teoretică, practică și interdisciplinară. MIT este una din universitățile americane particulare care sunt numite en  land-grant universities, dar este simultan și o universitate de tipul en  sea-grant, respectiv en  space-grant.  De asemeni, departamentul de lingvistică și filosofie  (înființat în 1977) este unul dintre cele mai puternice din lume, având 14 facultăți (vezi https://philosophy.mit.edu/). Adresa institutului este 77 Massachusetts Avenue, Cambridge, Massachusetts, cod poștal 02139-4307.
Este considerată una dintre cele mai bune universități din lume, ocupând locul 6 conform „Times Higher Education”.
MIT a fost fondat de William Barton Rogers în 1861 pentru că educația și cercetarea în Statele Unite trebuiau să țină pasul cu industrializarea SUA. Deși conceptual se bazează pe modele europene, așa cum erau celebrele École polytechniques din Franța sau Universitatea din Karlsruhe din Germania de azi, filozofia fondării MIT, "a învăța prin a face" (în original "learning by doing"), a făcut din acest institut politehnic una din instituțiile care a pionierat utilizarea educației în laborator ca o metodă importantă de studiu, în cazul majorității profilelor, mai ales în cazul cercetării din primii ani de studii, respectiv cu totul particular în cazul studierii arhitecturii.
În timpul celui de-al doilea război mondial, datorită fondării federale a programelor de cercetare și dezvoltare, savanții MIT au dezvoltat tehnologii care aveau ca aplicație imediată apărarea militară a țării.  Printre altele, aici au apărut primele computere, unul dintre primele radare și conceptul de en  ghidarea inerțială. După război, MIT a continuat să aibă un rol esențial în perioadele istoric cunoscute sub numele de Cursa spațială și Războiul rece. Astfel, prin remarcabile contribuții științifice și tehnologice în foarte multe domenii, reputația de excelența a MIT s-a extins dincolo de competența originară axată pe științe exacte și inginerie incluzând contribuții în economie, lingvistică, științe politice și management.
Fondul de rulare al activităților educaționale (endowment, în engleză), respectiv de cercetare sunt printre cele mai mari dintre toate universitățile din Statele Unite. Atât absolvenții cât și membri activi ai facultăților sunt faimoși pentru excelența cercetării științifice și teoretice (96 de laureați ai premiului Nobel, 26 de laureați ai Turing Award, 8 Field Medlista și 50 MacArthur Fellowships, numite și ”Genius Grant”)  (conform datelor existentente până în ianuarie 2020), spirit antreprenorial (un raport din 1997 pretinde că cifra de afaceri combinată a tuturor companiilor fondate de afiliați ai MIT ar fi identică cu o ipotetică economie a lumii care ar fi situată pe un remarcabil loc 24 între economiile statelor reale ale timpului,) și nonconformism (practica comună de a construi farse elaborate sau hacking, care au adesea note anti-autoritare).

### Publicații
- en  The Tech Arhivat în 13 septembrie 2008, la Wayback Machine., ziar al studenților, primul ziar t newspaper, the world's first newspaper on the web
- en  Tech Talk, MIT's official newspaper
- en  Technology Review, mass market technology and alumni magazine
- en  MIT Press, university press & publisher

### Hărți
- en  MIT Maps
- en  Early Maps of both the Boston and Cambridge Campuses Arhivat în 6 mai 2010, la Wayback Machine. maintained by MIT's Institute Archives & Special Collections